# Лозки (Козельщинский район)
Лозки (укр. Лозки) — село,
Козельщинский поселковый совет,
Козельщинский район,
Полтавская область,
Украина.
Код КОАТУУ — 5322055103. Население по переписи 2001 года составляло 80 человек.

## Географическое положение
Село Лозки находится на расстоянии в 2 км от сёл Панасовка и Ольговка и в 2,5 км от пгт Козельщина.
Рядом проходит автомобильная дорога М-22 (E 577).